# ジェームス・ブロードハースト
ジェームス・ブロードハースト（James Broadhurst、1987年12月1日 - ）は、ニュージーランドの元ラグビーユニオン選手。

## プロフィール
- ニュージーランド・カイタイア出身。
- ポジションはロック(LO)。
- 身長 201cm、体重 122kg
- 兄のマイケルはラグビー選手[1](日本代表)。
- U21ニュージーランド代表に選ばれたことがある。
- ニュージーランド代表通算キャップ数は1。

## 略歴
カンタベリー、タラナキを経て、2010年、ハリケーンズに加入。
2017年、現役を引退した。